# Cora Dvorkin
Cora Dvorkin (Buenos Aires, siglo XX) es una física argentina, profesora en el departamento de física de la Universidad de Harvard. Especializada en cosmología teórica, centra sus investigaciones en la naturaleza de la materia oscura, neutrinos y otros relicarios ligeros, así como en la física del universo temprano. Además de su destacada labor académica, representa a Harvard en la Junta del recién creado Instituto de Inteligencia Artificial e Interacciones Fundamentales (IAIFI), financiado por la NSF. Su dedicación y excelencia en la enseñanza fueron reconocidas en 2022 cuando fue elegida como la «profesora favorita» por la Clase de 2023 de Harvard. A lo largo de su carrera, recibió varios premios y reconocimientos, entre ellos el Premio a la Carrera Temprana del DOE en 2019 y el título de «Científica del Año 2018» otorgado por la Fundación de Harvard por sus «Contribuciones Destacadas a la Física, Cosmología y Educación STEM».Además, fue condecorada con una Beca del Instituto Radcliffe y una Cátedra Shutzer en el mismo instituto. Su compromiso con la investigación científica de vanguardia fue reconocido con el premio Star Family Challenge en 2018, el cual respalda proyectos de investigación de alto riesgo y alto impacto en Harvard. En 2020, participó como ponente en el evento TEDx Río de la Plata, donde presentó una charla sobre la aplicación del aprendizaje automático en la búsqueda de materia oscura.

## Educación y juventud

Dvorkin nació y creció en Buenos Aires, Argentina. Obtuvo su diploma en Física por la Universidad de Buenos Aires con honores. Posteriormente, continuó sus estudios de posgrado en la Universidad de Chicago, donde completó su doctorado en el departamento de física en 2011. Durante su tiempo en Chicago, recibió la "Beca Sydney Bloomenthal" por su destacado desempeño en la investigación.
Su carrera académica incluye períodos de investigación posdoctoral en la Escuela de Ciencias Naturales del Instituto de Estudios Avanzados de Princeton (2011-2014) y en el Instituto de Teoría y Computación (ITC) del Centro de Astrofísica | Harvard y el Instituto Smithsoniano (2014-2015). Durante estos años, fue tanto becaria Hubble como becaria del ITC. El periplo educativo y profesional de Dvorkin refleja un compromiso constante con la excelencia académica y la investigación puntera en el campo de la física y la cosmología.

## Investigaciones y carrera
Se unió al cuerpo docente de la Universidad de Harvard en el otoño de 2015. Utiliza observaciones del fondo cósmico de microondas, lentes gravitacionales y la estructura a gran escala del universo para comprender mejor la naturaleza del sector oscuro y la física del universo temprano. Dvorkin ha hecho contribuciones teóricas significativas al estudio de la materia oscura, centrándose en una gama ancha de sondas observacionales. Ha empujado los límites de la materia oscura sub-GeV utilizando datos del fondo cósmico de microondas y la estructura a gran escala del universo.
Ha estado involucrada en liderar los objetivos científicos del experimento de próximo-generación financiado por el DOE, "CMB-S4", para el cual estos escenarios se proponen como el principal impulsor del caso científico de la materia oscura. Junto con su grupo de investigación, ha desarrollado un formalismo novedoso destinado a sondear la materia oscura a pequeñas escalas utilizando lentes gravitacionales, mediante mediciones estadísticas de la subestructura de la materia oscura. También ha sido pionera en el uso de técnicas de aprendizaje automático para encontrar subhalos de materia oscura en sistemas de lentes.
Lideró un método modelo independiente para sondear la forma del potencial inflacionario. También ha construido nuevos modelos teóricos para las funciones de correlación de orden superior de las perturbaciones de la curvatura inicial que podrían arrojar luz sobre las propiedades físicas de partículas con espín no nulo durante la inflación, así como posibles transiciones de fase durante el universo temprano. Desarrolló herramientas estadísticas para buscar estas funciones de correlación en el fondo cósmico de microondas y los datos de estructura a gran escala medidos por encuestas actuales y futuras. En 2014-2015, se unió al análisis conjunto entre BICEP2, el conjunto Keck y la colaboración Planck. Trabajó en el análisis de probabilidad de un modelo multi-componente que incluía los antecedentes galácticos y una posible contribución de las ondas gravitacionales inflacionarias. Este trabajo no reportó evidencia estadísticamente significativa de ondas gravitacionales primordiales y sí evidencia sólida de polvo galáctico.
Además, Dvorkin está sumamente dedicada a apoyar a minorías subrepresentadas y mujeres en la ciencia. 

## Premios y honores
- 2019 Departamento de Energía de los Estados Unidos Premio a la Carrera Temprana[13]
- 2018 Científica del Año en Harvard por la Fundación de Harvard[14]
- 2018 Beca del Instituto de Estudios Avanzados Radcliffe y Cátedra Shutzer[15]
- 2018 Premio Star Family Challenge por Investigación Científica Prometedora, financiamiento inicial para proyectos de investigación de alto riesgo y alto impacto en la Universidad de Harvard.
- 2014 Beca Kavli Frontiers of Science, otorgada por la Academia Nacional de Ciencias de los Estados Unidos y la Fundación Kavli.[16]
- 2014-2017 Beca Hubble, otorgada por la NASA.[17]
- 2014-2017 Beca ITC, otorgada por la Universidad de Harvard.[18]
- 2012 Premio Martin y Beate Block, otorgado al mejor físico joven por el Aspen Center for Physics.[19]
- 2009 Beca "Sidney Bloomenthal", otorgada por el Departamento de Física de la Universidad de Chicago por un "rendimiento destacado en la investigación".